# ウォン・リー
- 機動戦士Ζガンダム > 機動戦士Ζガンダムの登場人物 > ウォン・リー
- 機動戦士ガンダムΖΖ > 機動戦士ガンダムΖΖの登場人物 > ウォン・リー

ウォン・リー (Wong Lee) は、アニメ『機動戦士Ζガンダム』及び『機動戦士ガンダムΖΖ』に登場する架空の人物。声優は名取幸政、田中和実（劇場版『Ζガンダム』）。

## 人物
反地球連邦組織エゥーゴの出資者であるアナハイム・エレクトロニクスの幹部。軍人ではなく民間人でありながら、出資者の立場ゆえに強い発言力を持つ。アーガマに乗り込んでからはブライト・ノアやクワトロ・バジーナにたびたび注文を付け、エゥーゴやアーガマの戦略・戦術に大きく関わる。特にカミーユ・ビダンには「修正」と称した体罰を行ったことから、そのイメージが強い人物である。命を張った行動が多く、自らの行動に責任感と度胸を併せ持つ有言実行型の人物である。
カンフーを習得しており、カミーユを殴った際に気絶させてしまうほどの腕力を持つ。白兵戦にも優れており、アクシズからの脱出時には軍人に劣らぬ瞬発力と判断力で、他のメンバーと無事にアーガマへの帰還に成功している。中国系のような名だが、監督の富野由悠季によればヴェトナム系である。

## 劇中での活躍

### 機動戦士Ζガンダム
アーガマが月面都市アンマンに立ち寄った際、初登場。ハロの修理にかまけてミーティングに遅れただけでなく、それを謝るどころか言い訳をしようとしたカミーユに激怒し、「修正」と称した体罰を行う。
また、出資者であるアナハイム側の代表という立場上、アーガマの戦いぶりに口を挟むことや高圧的で口うるさい性格から、カミーユをはじめアーガマのクルーから煙たがられる様子が描かれている。軍人ではないため、戦況をやや楽観視してブライトに「のんきなお方」と評されたり、無理な注文をつけてクワトロが「出資者は無理難題をおっしゃる」とこぼしたこともある。百式のメガ・バズーカ・ランチャーを使ってドゴス・ギアを攻撃する作戦では、最初こそ難色を示したものの命中するや一転して大喜びし、横にいたブライトに冷たい目で見られたこともある。その一方、アンマン付近の戦闘では自社の採掘用プチ・モビルスーツを操縦してカミーユの窮地を救う、コロニー落としの標的となったグラナダ市に残って市長と粘り強く交渉する、アクシズとの交渉ではエゥーゴ代表としてグワダンに赴くなど、単に口うるさいだけではなく責任感の強さを見せる。また、アーガマに連れてこられたばかりのシンタとクムには、憎まれ口を叩きながらもジュースを奢る気前の良さも見せた。
劇場版では、ミーティングに遅刻してしまったカミーユを「修正」と称して殴るシーンやアーガマクルーから疎まれている描写など、テレビ版のマイナスイメージは悉く削除されている。さらには、会議中に家族からのビデオレターを見ていたブライトが慌ててそれを消そうとした際に「消すことはなかろう」と咎めない粋な一面を見せるなど、むしろ好人物として描かれている。また、ステファニー・ルオとは親子という設定になっている。

### 機動戦士ガンダムΖΖ
グラナダの宇宙港に訪れたブライト達アーガマのクルーと再会。しかし、新たにアーガマに加入したジュドー・アーシタ達シャングリラ出身の少年少女達が、自分達の機体をロクに整備しないまま市内へ繰り出そうとした為、それを咎めてジュドーに「修正」して殴りかかるが、妹のリィナ・アーシタを失って苛立っていた彼にはかわされた挙句、逆に腹を膝蹴りされる。体力も気力もわずか1年ほどでグリプス戦役時代から第一次ネオ・ジオン抗争へ移行しただけにも拘らず素手での戦闘力が低下した様に見えるが、同じ武術をやっているカミーユの動きは予測出来ても、無手勝流の喧嘩殺法を得意とするジュドー相手には相性が悪かったと思われる。
エゥーゴを裏切ってネオ・ジオンにいたビーチャ・オーレグやモンド・アガケの二人の行動を激しく咎め、ブライトと衝突。更に、今後のネオ・ジオンとの戦いにおいて重要な戦力となるΖΖガンダムを「妹のリィナを助ける」という私的な目的の為だけに使おうとしていたジュドーの身勝手な態度にも激怒するが、彼等と行動を共にして戦って来たブライトには庇われてしまう事になり、彼等への処分は有耶無耶で終わってしまう事になる。一方で、精神崩壊を起こして人事不省になったカミーユの事を心配する描写なども見られる。
その後、ジュドー、ビーチャ、モンドの三人が勝手にモビルスーツを持ち出してグラナダの宇宙港に潜伏しているネオ・ジオンに攻撃を仕掛ける事態となり、それによって攻撃に巻き込まれた宇宙港のブロックに大被害をもたらす失態を演じてしまう。当然、この行いに関しても激怒していたが、ジュドー達シャングリラの子供達からは最後まで反発され、遂にはブライトからも「アーガマのクルー全員がこの子達と同じ考えだという事を忘れないで下さい」とまで言われてしまう結末となった。以降、ブライト達アーガマのクルーとの関係は完全に冷え切ってしまったかに見られたが、ダブリンでのコロニー落としの事件後は「宇宙に戻ってきたら新しい艦を用意する」という約束は守った様で、新たに最新鋭の新造艦であるネェル・アーガマが配備されている。
本作でのウォンの言い分にも決して間違いは無かったと言えるのだが、作風の方針による影響なのか、「エゥーゴ上層部のダメな大人達の一員」の様に扱われる事になってしまっている。